# Saison 8 de Dynastie (1981)
Chronologie
Saison 7 Saison 9
Cet article présente le guide des épisodes de la huitième saison de la série télévisée américaine Dynastie.

## Distribution

### Acteurs principaux
- John Forsythe (VF : Jean-Claude Michel) : Blake Carrington
- Linda Evans (VF : Annie Sinigalia) : Krystle Carrington
- John James : Jeff Colby
- Gordon Thomson (en) (VF : Patrick Poivey) : Adam Carrington (n'apparaît pas dans l'épisode 16)
- Jack Coleman (VF : François Leccia) : Steven Carrington
- Michael Nader (VF : Jean-Pierre Dorat) : Dex Dexter
- Heather Locklear (VF : Séverine Morisot) : Sammy Jo Reece
- Emma Samms (VF : Brigitte Morisan) : Fallon Carrington Colby
- Terri Garber : Leslie Carrington
- Leann Hunley (en) : Dana Carrington (n'apparaît pas dans les épisodes 15 et 22)
- James Healey (en) : Sean Rowan (n'apparaît pas dans les épisodes 2 et 20)
- Joan Collins (VF : Michèle Bardollet) : Alexis Carrington Colby Rowan

### Acteurs invités
- Bo Hopkins (VF : Jacques Ferrière) : Matthew Blaisdel (épisodes 1 et 2)
- Tom Schanley : Josh Harris (épisodes 5 à 11)
- Stephanie Dunnam : Karen Atkinson (épisodes 6, 7, 13 puis 16 à 22)
- Christopher Allport : Jesse Atkinson (épisodes 16 à 22)

## Épisodes

### Épisode 1:Le Siège (1repartie)
- États-Unis : 23 septembre 1987
- Québec : 10 octobre 1988 sur TVA

### Épisode 2:Le Siège (2epartie)
- États-Unis : 30 septembre 1987
- Québec : 17 octobre 1988

### Épisode 3:Une importante décision
- États-Unis : 7 octobre 1987
- Québec : 24 octobre 1988

### Épisode 4:Le Candidat
- États-Unis : 14 octobre 1987
- Québec : 31 octobre 1988

### Épisode 5:Le Suppléant (1repartie)
- États-Unis : 28 octobre 1987
- Québec : 7 novembre 1988

- Le titre original The Surrogate, qui en français signifie bien "suppléant" au sens large, se réfère davantage ici à la notion de mère porteuse ("surrogate mother") présentée en enjeu du diptyque.
- C'est le premier épisode où apparaît Tom Schanley dans le rôle de Josh Harris.

### Épisode 6:Le Suppléant (2epartie)
- États-Unis : 4 novembre 1987
- Québec : 14 novembre 1988

### Épisode 7:L'Élection
- États-Unis : 18 novembre 1987
- Québec : 21 novembre 1988

- Sandy McPeak (Arthur Whitcomb)

### Épisode 8:Tentations
- États-Unis : 25 novembre 1987
- Québec : 28 novembre 1988

### Épisode 9:La Révélation
- États-Unis : 2 décembre 1987
- Québec : 5 décembre 1988

- Carole Cook (Cora Van Husen)

### Épisode 10:La Fête
- États-Unis : 9 décembre 1987
- Québec : 16 décembre 1988

### Épisode 11:Les Destructeurs
- États-Unis : 23 décembre 1987
- Québec : 2 janvier 1989

- Carole Cook (Cora Van Husen)
- Daniel Davis (Harry Thresher)

### Épisode 12:Le Gâchis
- États-Unis : 30 décembre 1987
- Québec : 9 janvier 1989

- Daniel Davis (Harry Thresher)

### Épisode 13:Un beau sabotage
- États-Unis : 6 janvier 1988
- Québec : 16 janvier 1989

Don Medford

### Épisode 14:Images
- États-Unis : 13 janvier 1988
- Québec : 23 janvier 1989

Harry Falk
- Daniel Davis (Harry Thresher)
- John Larch (Gerald Wilson)
- Don Dubbins (Dr Louden)
- Robert Clarke (orthographié "Robert I. Clarke", le pasteur)

### Épisode 15:L'Attentat
- États-Unis : 20 janvier 1988
- Québec : 30 janvier 1989

Don Medford
- Daniel Davis (Harry Thresher)
- John Larch (Gerald Wilson)

### Épisode 16:Le Bracelet
- États-Unis : 27 janvier 1988
- Québec : 6 février 1989

Irving J. Moore

### Épisode 17:Le Serpent
- États-Unis : 3 février 1988
- Québec : 13 février 1989

Don Medford

### Épisode 18:Le Fils d'Adam
- États-Unis : 10 février 1988
- Québec : 20 février 1989

Nancy Malone

### Épisode 19:Une chaude affaire
- États-Unis : 2 mars 1988
- Québec : 27 février 1989

Irving J. Moore
- Paul Burke (Neal McVane)
- Daniel Davis (Harry Thresher)
- George Murdock (Charlie Braddock)

### Épisode 20:Un procès surprenant
- États-Unis : 9 mars 1988
- Québec : 6 mars 1989

Ray Danton
- Robert O. Cornthwaite (Juge Edward P. Langdon)
- Michael Ensign (William Todd)
- Fran Bennett (en) (Gloria Wilby)

### Épisode 21:Un avenir moins sombre
- États-Unis : 16 mars 1988
- Québec : 13 mars 1989

Don Medford
- Robert O. Cornthwaite (Juge Edward P. Langdon)
- Michael Ensign (William Todd)
- Fran Bennett (en) (Gloria Wilby)

### Épisode 22:La Roulette du Colorado
- États-Unis : 30 mars 1988
- Québec : 20 mars 1989

Irving J. Moore
- Robert O. Cornthwaite (Juge Edward P. Langdon)
- Ken Swofford (Lieutenant de police)